# Eusztathiosz (filozófus)
Eusztathiosz (Εὐστάθιος, 4. század) görög filozófus.
Kappadókiából származott, Iamblikhosz tanítványa, az újplatonikus filozófia követője, kiváló szónok volt. II. Constantius 358-ban II. Sápúr perzsa királyhoz küldte követségbe, amiről Ammianus Marcellinus számol be. Munkái elvesztek.